# Санчес, Николас (футболист, 1986)
Николас Габриэль Санчес (исп. Gastón Nicolás Reniero; родился 18 марта 1995, Энтре-Риос, Аргентина) — аргентинский футболист, нападающий; тренер.

## Клубная карьера
Санчес — воспитанник клубов Бока Хуниорс и «Нуэва Чикаго». 26 июня 2004 года в матче против «Индепендьенте» он дебютировал в аргентинской Примере в составе последнего. По итогам сезона клуб вылетел из элиты, но игрок остался в команде и спустя два года помог ей вернуться обратно. В 2007 году Санчес подписал контракт с клубом «Ривер Плейт». В 2008 году он помог команде выиграть чемпионат. Летом 2010 года Санчес перешёл в «Годой-Крус». В матче против «Лануса» он дебютировал за новую команду. 26 ноября в поединке против «Химнасии Ла-Плата» Николас забил свой первый гол за «Годой-Крус». В 2011 и 2012 годах в матчах Кубка Либертадорес против эквадорского ЛДУ Кито и уругвайского «Пеньяроля» он забил по голу.
Летом 2014 года Санчес перешёл в «Расинг» из Авельянеды. 10 августа в матче против «Дефенса и Хустисия» он дебютировал за новый клуб. По итогам сезона Санчес стал чемпионом страны. 7 марта 2015 года в поединке против «Атлетико Рафаэла» Николас забил свой первый гол за «Расинг».
В начале 2017 года Санчес подписал контракт с мексиканским клубом «Монтеррей». 22 января в матче против «Крус Асуль» он дебютировал в мексиканской Примере. По итогам сезона Санчес стал обладателем Кубка Мексики. 8 декабря в поединке против УАНЛ Тигрес Николас забил свой первый гол за «Монтеррей». В 2019 году он помог команде выиграть чемпионат. В том же году в матчах Лиги чемпионов КОНКАКАФ против сальвадорской «Альянсы», американских «Атланта Юнайтед» и «Спортинг Канзас-Сити», а также УАНЛ Тигрес и помог команде выиграть турнир. По итогам соревнований Санчес стал одним из лучших бомбардиров турнира, а также попал в символическую сборную и был признан лучшим игроком. 

## Достижения
Клубные
 «Ривер Плейт»
- Победитель чемпионата Аргентины — Клаусура 2008

 «Расинг» (Авельянеда)
- Победитель чемпионата Аргентины — 2014

 «Монтеррей»
- Победитель чемпионата Мексики — Клаусура 2008
- Победитель Лиги чемпионов КОНКАКАФ — 2019
- Обладатель Кубка Мексики — Апертура 2017

Индивидуальные
- Лучший игрок Лиги чемпионов КОНКАКАФ — 2019
- Символическая Лиги чемпионов КОНКАКАФ — 2019
- Символическая сборная Лиги MX (2) — Апертура 2017, Апертура 2019